# Marta de les muntanyes Nilgiri
La marta de les muntanyes Nilgiri (Martes gwatkinsii) és l'única espècie de marta del sud de l'Índia. Viu als turons de les muntanyes Nilgiri i parts dels Ghats Occidentals. Se'n sap molt poca cosa. És un animal diürn i, tot i ser arborícola, a vegades baixa a terra. Es creu que caça ocells, petits mamífers i insectes com ara cicàdids.